# Сидонська фортеця
Сидонська морська фортеця  (араб. قلعة صيدا البحرية) — середньовічне укріплення міста Сидон (нині Ліван).

## Історія
Місто Сидон розташоване на середземноморському узбережжі Лівану. В стародавній Фінікії місто мало велике політичне, релігійне та комерційне значення. Існуючі укріплення збудовані у XIII столітті хрестоносцями як фортеця на невеликому острові, зв'язаним з материком вузьким перешийком (довжиною 80 м). Острів був раніше місцем розташування храму Мелькарта.
Фортеця сильно зруйнована мамлюками, коли вони взяли місто у хрестоносців, але згодом вони перебудували її та додали довгу дамбу. Пізніше замок перестав використовуватись, проте знову був відновлений еміром Фахр ад-Діном II, що відбудував найбільш постраждалі частини.
Існує ймовірність того, що на острові, де був побудований замок, раніше знаходився палац фінікійського царя та декілька інших фінікійських архітектурних пам'яток, які були знищені Асархаддоном, а потім землетрусами. Цей острів також слугував внутрішнім укриттям під час нападу на місто. Фортеця згадувалася у записах ассирійського царя Сін-аххе-еріби, що напав на Сидон та найближчі міста.

## Галерея

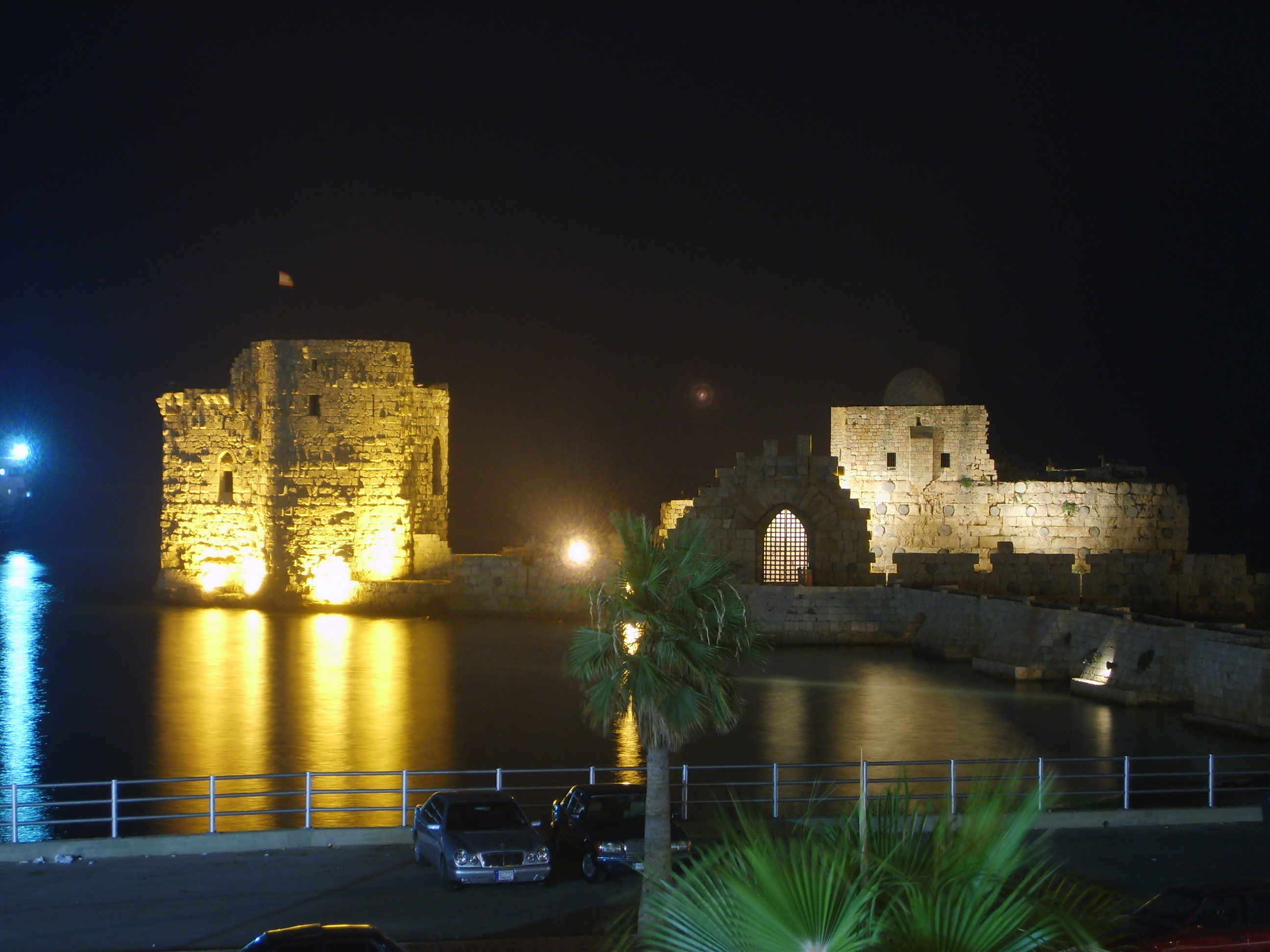
Сидонська фортеця вночі
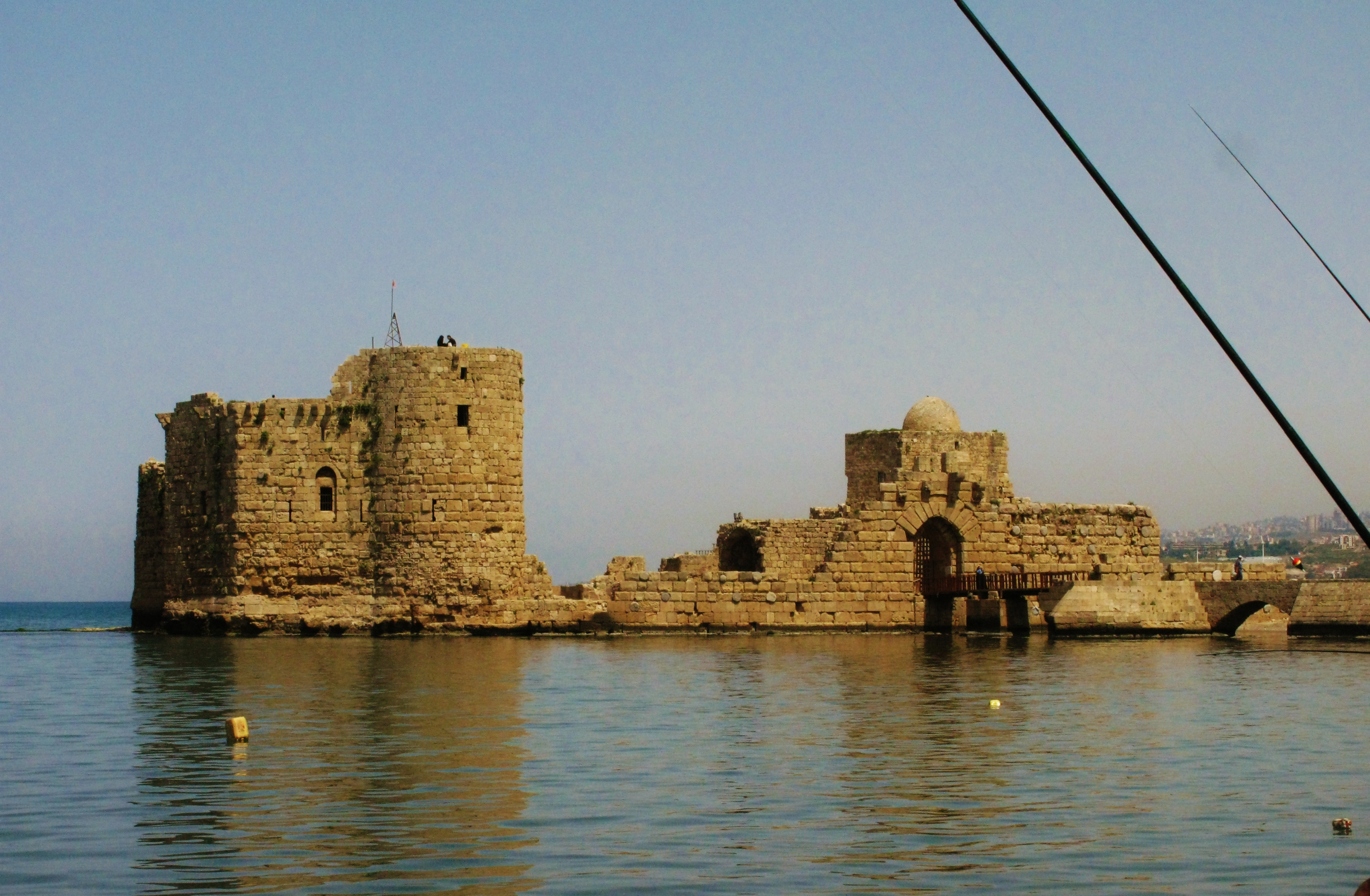
Сидонська морська фортеця
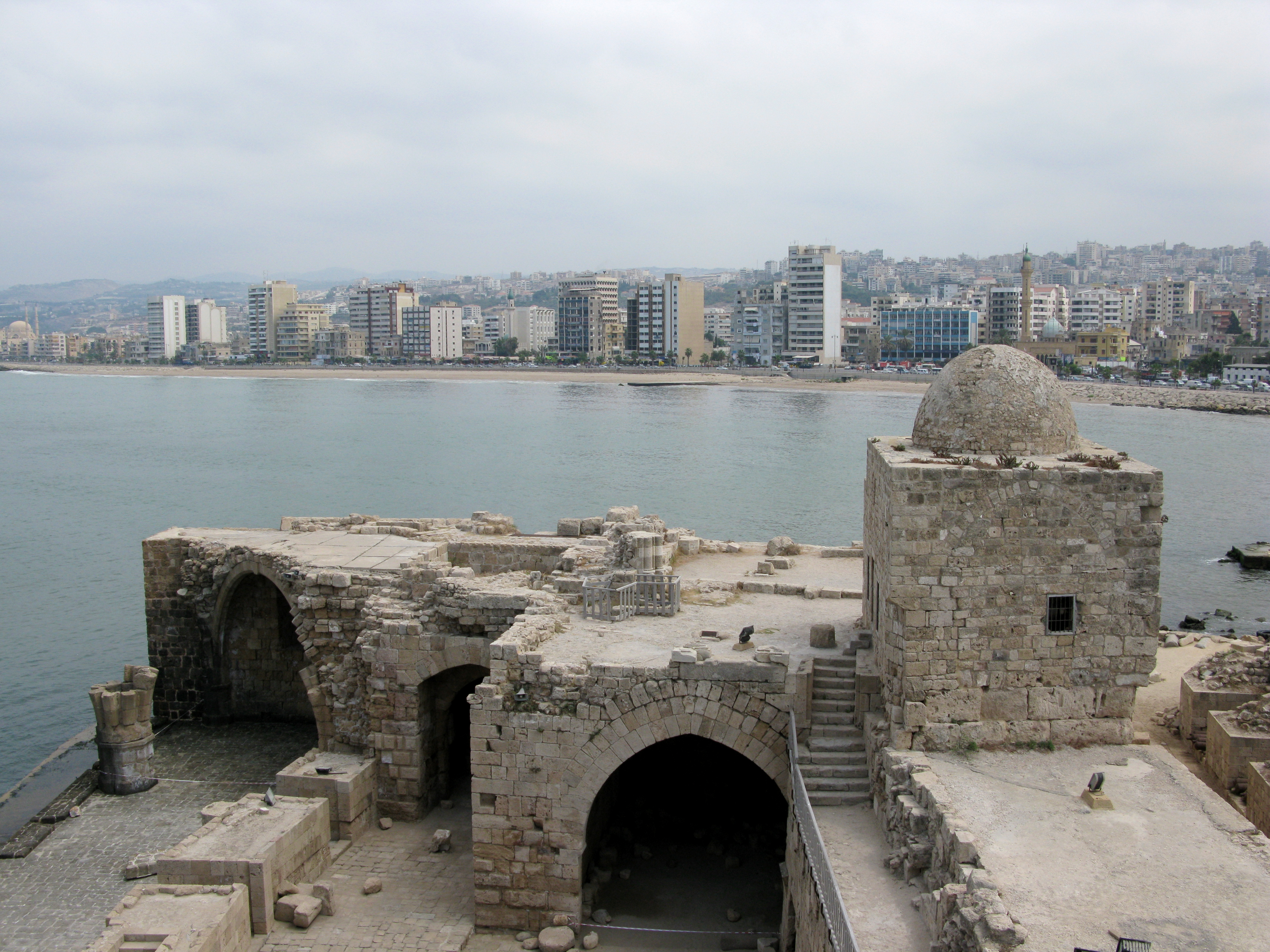
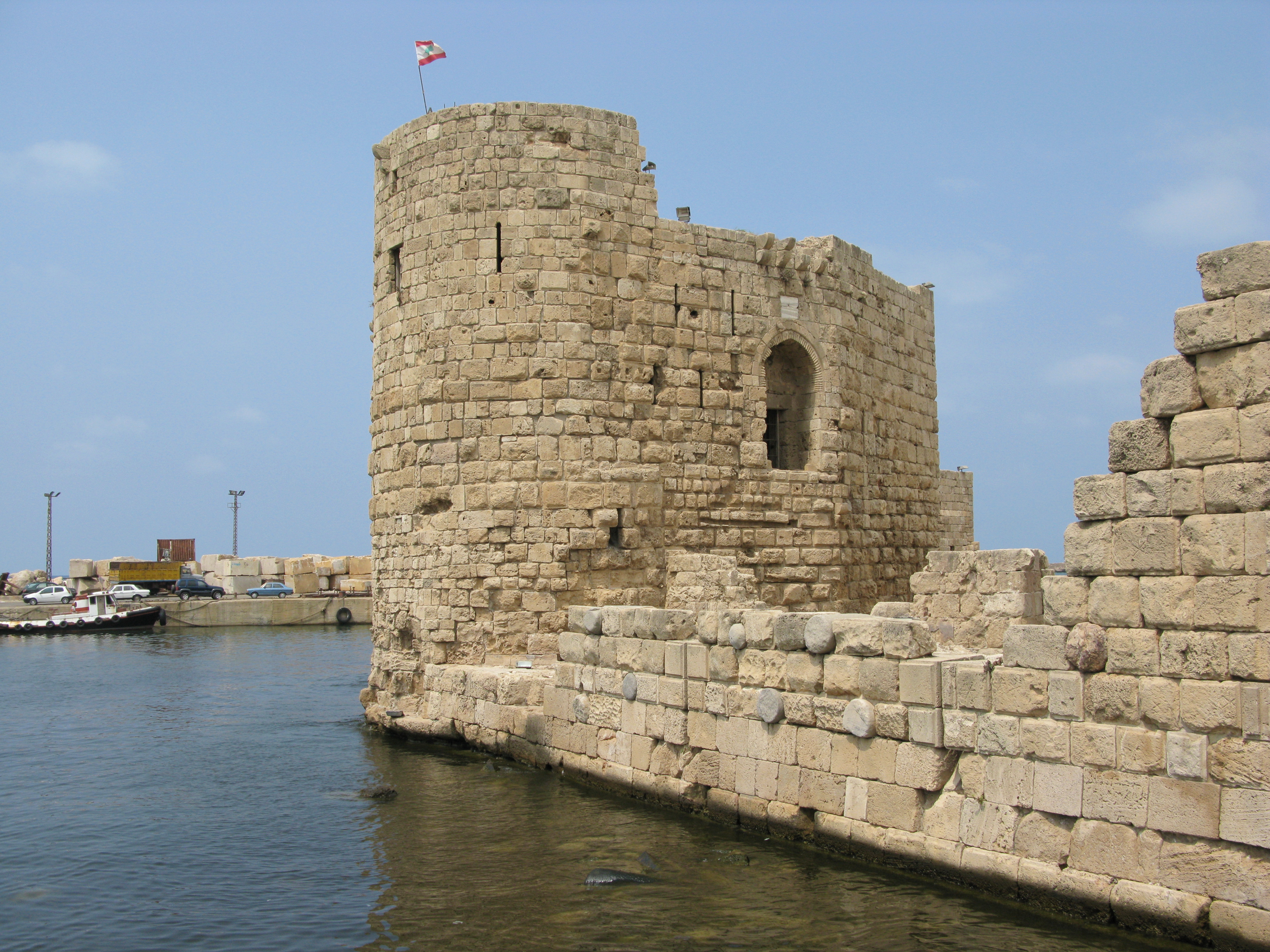